# Fernan Froiaz
Fernan Froiaz fue un trovador portugués del siglo XIII, autor de lírica gallego-portuguesa.

## Biografía
Apenas se conservan datos de la vida de este trovador, debió frecuentar la corte de Alfonso X, ya que el monarca utiliza paródicamente parte de una de sus obras. En el Livro de Linhagens aparece el apellido “Forjaz” en Fernan Rodrigues Forjaz que se correspondería con la misma época del trovador, la segunda mitad del siglo XIII. Es posible que llegase a la corte castellana acompañando a Duran Froiaz, canciller del rey Sancho II y fuese familiar suyo. Carolina Michaëlis cree que sería del mismo linaje que el también trovador Estevan Perez Froian.

## Obra
Se conservan cuatro cantigas de amigo recopiladas en el Cancionero de la Biblioteca Vaticana y en el Cancionero de la Biblioteca Nacional de Lisboa.